# Flamarion-Kammratte
Die Flamarion-Kammratte (Ctenomys flamarioni) ist eine Art der Kammratten im Südosten Brasiliens in der Küstenregion des Bundesstaats Rio Grande do Sul. Die Tiere leben in den Dünen, in denen sie ihre Baue anlegen und sich von den Gräsern und Seggen der Dünenvegetation ernähren. Aufgrund ihrer spezifischen Lebensraumansprüche und des Rückgangs der verfügbaren Habitate gilt die Art als die am stärksten bedrohte Art der Kammratten im Süden Brasiliens.
Die Lebensweise in den Dünen führte zu dem brasilianischen Trivialnamen „tuco-tuco das dunas“, im Englischen übernommen als „Tuco-tuco of the Dunes“.

## Merkmale
Die Flamarion-Kammratte erreicht eine Kopf-Rumpf-Länge von etwa 24,7 Zentimetern bei einer Schwanzlänge von 7,4 Zentimetern; für das Gewicht gibt es keine spezifischen Angaben. Die Hinterfußlänge beträgt ohne Klaue 42 Millimeter. Es handelt sich damit um eine mittelgroße bis große Art der Kammratten. Das Fell ist dicht und weich, die Haare des Fells sind grau an der Basis und variieren im mittleren und oberen Teil von weiß an den Flanken und im Nacken bis hellbraun auf dem Rücken; die Färbung reicht entsprechend von weißlich-braun bis hell sandbraun, teilweise fast weiß. Die Haut der Füße und des Schwanzes ist rosafarben; diese Bereiche sind dünn mit kurzen weißen Haaren bedeckt. Der Schwanz ist vor allem im vorderen Drittel behaart und seitlich abgeflacht. Die Vorderzehen besitzen in den Zwischenräumen längere borstenartige und steife Haare, die die Fläche der Vorderfüße zum Graben vergrößern.
Der Karyotyp besteht aus einem doppelten Chromosomensatz von 2n=48 Chromosomen. Die Anzahl der Chromosomenarme (FN, fundamental number) variiert von 50 bis 78, was vor allem an der Verteilung des konstitutiven Heterochromatins der kleinen Chromosomen liegt. Die Spermien sind symmetrisch gebaut.

## Verbreitung

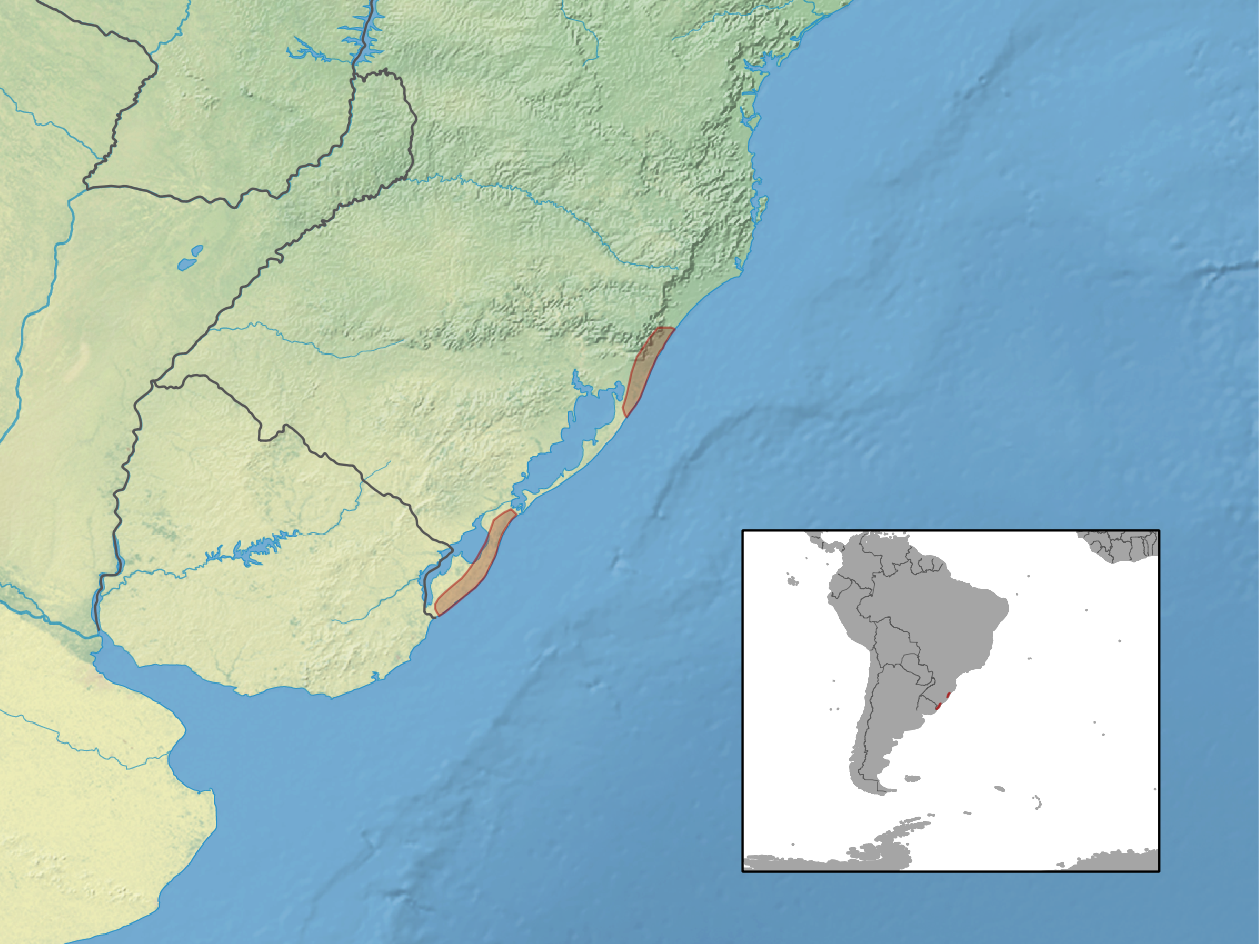
Verbreitungsgebiet der Flamarion-Kammratte

Die Flamarion-Kammratte kommt im Südosten Brasiliens in der direkten Küstenregion des Bundesstaats Rio Grande do Sul vor. Das Verbreitungsgebiet reicht von Arroio do Sal bis Chuí Beach und zum Rio Chuí an der Grenze nach Uruguay. Es wird angenommen, dass es auch Vorkommen in Santa Catarina sowie im angrenzenden Uruguay gibt.

## Lebensweise
Über die Lebensweise der Flamarion-Kammratte liegen wie bei den meisten Arten der Kammratten nur wenige Informationen vor, allerdings handelt es sich um eine der besser erforschten Arten innerhalb der Gattung. Sie lebt wie alle Kammratten weitgehend unterirdisch in Gangsystemen, die sie in sandigen Böden der Küstendünen im vorderen Bereich zur Küste anlegt. Die Baue reichen bis in Tiefen von etwa 30 Zentimetern; die der Männchen sind in der Regel etwas länger als die der Weibchen. Die Tiere sind wie die meisten Kammratten Einzelgänger (solitär) und streng territorial. Ein Individuum lebt grundsätzlich immer allein in einem Bau. Das Territorium der Männchen ist in der Regel fünfmal so groß wie das der Weibchen. Die Geschlechterverteilung unter den ausgewachsenen Tieren ist etwas zu Gunsten der Weibchen verschoben. Die Bestandsdichten werden auf 6 Individuen pro Hektar geschätzt.
Die Tiere ernähren sich vegetarisch von den verfügbaren Gräsern und Seggen. Die Tiere sind polygyn, ein Männchen verpaart sich entsprechend mit mehreren Weibchen, und die Paarungszeit ist über das gesamte Jahr ausgedehnt; es gibt allerdings einen deutlichen Schwerpunkt im Herbst und einen Rückgang im Winter und Frühjahr. Die Tragzeit beträgt etwa 120 Tage; die Weibchen tragen in der Regel 1 bis 2 Jungtiere. Die Stillzeit liegt bei den meisten Weibchen im Sommer.
In Teilen überlappt sich das Verbreitungsgebiet der Flamarion-Kammratte mit dem der Zwergkammratte (Ctenomys minutus), mit der sie entsprechend teilweise sympatrisch vorkommt. Dabei beträgt das Überlappungsgebiet im Norden einen Bereich von etwa 15 Kilometern Ausdehnung und im Süden einige wenige Sandflächen, in denen beide Arten vorkommen.

## Systematik
Die Flamarion-Kammratte wird als eigenständige Art innerhalb der Gattung der Kammratten (Ctenomys) eingeordnet, die aus etwa 70 Arten besteht. Die wissenschaftliche Erstbeschreibung der Art stammt von dem Zoologen Vitor Hugo Travi aus dem Jahr 1981, der sie anhand von Individuen aus Fazenda Caçapava im Estação Ecológica do Taim im brasilianischen Bundesstaat Rio Grande do Sul beschrieb. Aufgrund von molekularbiologischen Daten wird die Art mit weiteren verwandten Arten der mendocinos-Artengruppe um die Mendoza-Kammratte (Ctenomys mendocinos) zugeordnet.
Innerhalb der Art werden neben der Nominatform keine weiteren Unterarten unterschieden. Benannt wurde die Art nach dem brasilianischen Zoologen Luiz Flamarion Barbosa de Oliviera, mit dem Travi zusammenarbeitet und mit dem er verschiedene wissenschaftliche Artikel veröffentlicht hat.

## Status, Bedrohung und Schutz
Die Flamarion-Kammratte wird von der International Union for Conservation of Nature and Natural Resources (IUCN) aufgrund des begrenzten verfügbaren Lebensraumes als bedroht („endangered“) eingeordnet. Die verfügbare Habitatfläche beträgt etwa 230 km2 und alle bekannten Individuen entstammen fünf Fundorten; die Ausdehnung und Qualität der Lebensräume und die Ausdehnung der Besiedelung sind abnehmend. Insgesamt wird der Bestand auf etwa 30.000 Tiere geschätzt.
Der Lebensraum beschränkt sich auf die vorderste Dünenlinie, und die Ausdehnung der Städte sowie die Zunahme von Freizeitaktivitäten am Strand üben Druck auf die Lebensräume aus. Die Art gilt aufgrund ihrer Habitatspezifität als die am stärksten bedrohte Art der Kammratten im Süden Brasiliens, und die anhaltende Bedrohung durch die Urbanisierung und Freizeitaktivitäten könnte möglicherweise dazu führen, dass die Bestände weiter abnehmen und diese Art in Zukunft als kritisch gefährdet eingestuft wird.

## Belege
1. 1 2 3 4 5 6 7 8 9 10  Flamarion's Tuco-tuco. In: T.R.O. Freitas: Family Ctenomyidae In: Don E. Wilson, T.E. Lacher, Jr., Russell A. Mittermeier (Herausgeber): Handbook of the Mammals of the World: Lagomorphs and Rodents 1. (HMW, Band 6) Lynx Edicions, Barcelona 2016, S. 523–524, ISBN 978-84-941892-3-4.
2. 1 2  Gabriela P. Fernández-Stolz, J. F. B. Stolz, Thales R. O. de Freitas: Bottlenecks and Dispersal in the Tuco-Tuco Das Dunas, Ctenomys flamarioni (Rodentia: Ctenomyidae), in Southern Brazil. Journal of Mammalogy 88 (4), 20. August 2007; S. 935–945, doi:10.1644/06-MAMM-A-210R1.1.
3. 1 2 3 4 5  Ctenomys flamarioni in der Roten Liste gefährdeter Arten der IUCN 2020. Eingestellt von: T. de Frietas, M. Weksler, F. Catzeflis, A. Percequillo, 2019. Abgerufen am 8. Juni 2020.
4. 1 2  Ctenomys flamarioni. In: Don E. Wilson, DeeAnn M. Reeder (Hrsg.): Mammal Species of the World. A taxonomic and geographic Reference. 2 Bände. 3. Auflage. Johns Hopkins University Press, Baltimore MD 2005, ISBN 0-8018-8221-4.
5. ↑  „Flamarion.“ In: Bo Beolens, Michael Grayson, Michael Watkins: The Eponym Dictionary of Mammals. Johns Hopkins University Press, 2009; S. 136; ISBN 978-0-8018-9304-9.